# Gestodeno
El gestodeno es un progestágeno que forma parte de ciertas formulaciones de anticonceptivos hormonales. Productos que contienen gestodeno incluye:
- Melodene-15, Mirelle, y Minesse  que contienen 15 mcg de etinilestradiol y 60 mcg de gestodeno;
- Meliane, Sunya, Femodette, Gedarel 20/150 y Millinette 20/75 que contienen 20 mcg de etinilestradiol y 75 mcg de gestodeno; y
- Gynera, Minulet, Femoden, Femodene, Katya y Millinette 30/75 que contienen 30 mcg de etinilestradiol y 75 mcg de gestodeno.[1]

## Beneficios
El gestodeno es androgénicamente neutral, significando que las pastillas anticonceptivas que contienen gestodeno no exhiben efectos secundarios androgénicos (por ejemplo, acné, hirsutismo, aumento de peso) usualmente asociados con pastillas anticonceptivas de segunda generación, tales como los que contienen levonorgestrel.
La dosis de estrógeno sintético (etinilestradiol) en pastillas anticonceptivas de tercera generación (incluyendo aquellas que contienen gestodeno) es menor que en los anticonceptivos orales de segunda generación, reduciendo la probabilidad de subir de peso, sensibilidad en los senos y migraña.
Los anticonceptivos orales de tercera generación también son adecuados para pacientes con diabetes o trastornos lipídicos porque tienen un impacto mínimo en los niveles de glucosa en la sangre y el perfil lipídico.

## Efectos adversos
Las mujeres que toman anticonceptivos orales que contienen gestodeno son 5,6 veces más propensas de desarrollar un tromboembolismo que las mujeres que no toman ninguna píldora anticonceptiva, y 1,6 veces más propensas a desarrollar tromboembolismo comparado con las mujeres que toman anticonceptivos orales que contienen levonorgestrel.